# Episemion krystallinoron
Episemion krystallinoron är en fiskart som beskrevs av Sonnenberg, Blum och Misof 2006. Episemion krystallinoron ingår i släktet Episemion och familjen Nothobranchiidae. Inga underarter finns listade i Catalogue of Life.